# 向寶 (明朝)
向寶（1366年—1428年），字克忠，號疏庵，江西行省龍興路進賢縣（今江西進賢）人，明朝進士、官員。
洪武十八年（1385年），向寶中式乙丑科二甲第五十名進士。授兵部員外郎，升通政使。因對奏不力，改應天府府尹。建文年間，謫守廣西。成祖即位後復職。不久又因事下獄，出獄後降為兩淮鹽運判官。洪熙年間，官至右都御史，兼任詹事。其寬厚愛民，為人廉直，不談利益。至宣德年間辭職，卒於歸鄉途中。。著有《疎菴稾》。